# Cap de Crist (Petrus Christus)
Cap de Crist és una pintura a l'oli creada el 1445 pel pintor flamenc Petrus Christus, també anomenat Petrus Cristus. Les seves dimensions són 14.9 cm × 10.8 cm i està situat en el Museu Metropolità d'Art de Nova York.

## Descripció
Es tracta d'una miniatura destinada a la devoció privada, on Crist apareix representat amb gran realisme, si bé una mica idealitzat. La seva visió sembla a la vegada propera i llunyana, humana i divina. La imatge està inspirada en una obra perduda de Van Eyck i coneguda a través de còpies, una de 1438 (Gemäldegalerie, Berlín), dues de 1440 (Museu Groeninge, Bruges, i JC Swinburne Col·lecció, Newcastle-upon-Tyne).

## Exposicions
L'obra va formar part de les exposicions: Petrus Christus: Renaissance Master of Bruges el 1994, From Van Eyck to Bruegel: Early Netherlandish Painting in The Metropolitan Museum of Art el 1998-1999 i Antonello dona Messina: Sicily's Renaissance Master el 2005-2006.